# Alpha Academy
Alpha Academy é um grupo heroico de luta livre profissional que atua na WWE, na marca Raw, composto por Otis, Maxxine Dupri e Akira Tozawa. Otis e o ex-cofundador e líder Chad Gable foram uma vez campeões de duplas do Raw.
Inicialmente uma dupla, Gable e Otis são melhores amigos de longa data na vida real, e sua amizade remonta a 2011, quando treinaram juntos para as Olimpíadas em Colorado Springs. Os dois agora são vizinhos na mesma rua.

## História
No episódio de 13 de novembro de 2020 do SmackDown, Chad Gable abriu a "Alpha Academy" (uma homenagem à sua antiga dupla de American Alpha com Jason Jordan) e tentou recrutar Otis como seu cliente. A equipe fez sua estreia no episódio de 11 de dezembro do SmackDown, derrotando para a equipe de Cesaro e Shinsuke Nakamura. No TLC: Tables, Ladders and Chairs, Gable e Otis se uniram a Big E e Daniel Bryan para derrotar Cesaro, Nakamura, King Corbin e o Campeão Intercontinental Sami Zayn em uma luta de oito homens. No episódio de 19 de fevereiro de 2021 do SmackDown, Gable ordenou que Otis atacasse Rey Mysterio após sua luta de duplas, transformando-os assim em vilões.
Como parte do Draft de 2021 em outubro, agora conhecido como Alpha Academy, tanto Gable quanto Otis foram transferidos para a marca Raw. No episódio do Raw de 10 de janeiro de 2022, Alpha Academy derrotou RK-Bro (Randy Orton e Riddle) para ganhar o Campeonato de Duplas do Raw. Ambos entrariam na partida Royal Rumble, mas não conseguiram vencer. No episódio do Raw de 7 de março, a Alpha Academy devolveu os títulos para RK-Bro, encerrando seu reinado em 55 dias. No Dia 2 da WrestleMania 38, em 3 de abril, a Alpha Academy não conseguiu recuperar os títulos de RK-Bro em uma luta de ameaça tripla envolvendo também os Street Profits (Angelo Dawkins e Montez Ford).

### Adição de Maxxine Dupri
No episódio do Raw de 13 de março de 2023, Gable encontrou Otis nos bastidores participando de uma sessão de fotos com Maximum Male Models (equipe de ma.çé e mån.sôör, gerenciada por Maxxine Dupri). Otis então decidiu sair com a Maximum Male Models em vez de Gable. Isso daria início a uma série de segmentos entre Dupri e Gable, onde ambos queriam que Otis estivesse em suas respectivas equipes. Dupri ficou oficialmente do lado da Alpha Academy no episódio do Raw de 15 de maio, quando torceu para que Otis e Gable eliminassem ma.çé e mån.sôör na batalha real ao desafiante número um do Campeonato Intercontinental.
Nas semanas que se seguiram, a Alpha Academy começou lentamente a virar rostos com as reações da multidão ficando cada vez mais altas. Após semanas de treinamento, Dupri fez sua estreia no ringue no episódio de 3 de julho do Raw em uma luta mista de seis pessoas com Gable e Otis contra The Viking Raiders (Erik, Ivar e Valhalla). Dupri derrotou Valhalla após realizar um Sunset Flip nela. No episódio do Raw de 10 de julho, a Alpha Academy realizou uma cerimônia de formatura para Dupri. No final da cerimônia, Gable presenteou Dupri com sua própria jaqueta letterman da Alpha Academy. Quando Dupri estava prestes a vestir a jaqueta, os Viking Raiders apareceram na rampa para distrair a equipe. Valhalla então atacou Dupri por trás e roubou sua jaqueta. No episódio seguinte do Raw, Gable e Otis lutaram contra Erik e Ivar em uma luta "Viking Rules". Apesar de dominar a partida, Gable e Otis perderam, mas Dupri conseguiu recuperar a jaqueta. No episódio do Raw de 31 de julho, Dupri derrotou Valhalla com um Japanese Ocean Cyclone Suplex em sua estreia individual. Enquanto o time comemorava nos bastidores, Gunther do Imperium se ofendeu com a vitória de Dupri e zombou do time. Ludwig Kaiser então desafiou Gable para durar cinco minutos no ringue com Gunther, o que Gable aceitou. Apesar de Gable ter vencido o relógio, Gunther exigiu que a luta continuasse e derrotou Gable. No episódio de 7 de agosto do Raw, Gable derrotou Tommaso Ciampa, Matt Riddle e Ricochet em uma luta fatal four-way para ser o desafiante número um ao Campeonato Intercontinental de Gunther. Mais tarde naquela noite, Otis perdeu para Kaiser após uma interferência do Imperium. Duas semanas depois, no Raw, Gable desafiou Gunther pelo Campeonato Intercontinental e venceu por contagem. Porém, como os campeonatos não mudam de mãos por contagem ou desqualificação, Gunther permaneceu campeão.

## Membros
| * | Membros fundador(es) |
| L | Líder                |

### Atuais
| Membro        | Entrada                  |
| ------------- | ------------------------ |
| Otis (L)      | 13 de novembro de 2020 * |
| Maxxine Dupri | 15 de maio de 2023       |
| Akira Tozawa  | 23 de outubro de 2023    |

### Antigos
| Membro         | Entrada                  | Saída               |
| -------------- | ------------------------ | ------------------- |
| Chad Gable (L) | 13 de novembro de 2020 * | 17 de junho de 2024 |

## Linha do tempo
Em 15 de abril de 2025

## Títulos e prêmios
- Pro Wrestling Illustrated
  - Classificado em 69º lugar entre os 500 melhores lutadores individuais no PWI 500 em 2020 (Otis)[25]
  - Classificado em 123º lugar entre os 500 melhores lutadores individuais no PWI 500 em 2020 (Chad Gable)[25]
- WWE
  - Campeonato de Duplas do Raw (1 vez) – Gable e Otis[26]
- Wrestling Observer Newsletter
  - Mais Subestimado (2023) – Gable[27]